# 謝鑌
謝鑌（15世紀—15世紀），湖廣荊州府公安縣人，明朝政治人物。

## 生平
謝鑌是景泰四年（1453年）癸酉科湖廣鄉試舉人，授宿松知縣，他平易近人，為政廉慎，崇尚寬大，每次決獄都用心體察實情，未曾疾言遽色，得人民愛戴。

## 引用
1. 1 2  同治《公安縣志·卷六·人物志》：謝鑌，景泰癸酉領鄉薦，知宿松縣，愷悌廉慎，政務寬明，每剖訟獄必推誠以求其情，未始見疾言遽色，民愛戴之。